# Henderson (Nebraska)
Henderson és una població dels Estats Units a l'estat de Nebraska. Segons el cens del 2000 tenia 986 habitants.

## Demografia
Segons el cens del 2000, Henderson tenia 986 habitants, 417 habitatges, i 293 famílies. La densitat de població era de 692,2 habitants per km².
Dels 417 habitatges en un 23,5% hi vivien nens de menys de 18 anys, en un 65,7% hi vivien parelles casades, en un 3,6% dones solteres, i en un 29,7% no eren unitats familiars. En el 29% dels habitatges hi vivien persones soles el 18,5% de les quals corresponia a persones de 65 anys o més que vivien soles. El nombre mitjà de persones vivint en cada habitatge era de 2,18 i el nombre mitjà de persones que vivien en cada família era de 2,67.
Per edats la població es repartia de la següent manera: un 20% tenia menys de 18 anys, un 4,4% entre 18 i 24, un 18,3% entre 25 i 44, un 21,8% de 45 a 60 i un 35,6% 65 anys o més.
L'edat mediana era de 50 anys. Per cada 100 dones de 18 o més anys hi havia 80,5 homes.
La renda mediana per habitatge era de 37.321 $ i la renda mediana per família de 43.333 $. Els homes tenien una renda mediana de 31.950 $ mentre que les dones 20.288 $. La renda per capita de la població era de 19.689 $. Aproximadament el 3,1% de les famílies i el 5,7% de la població estaven per davall del llindar de pobresa.

## Poblacions més properes
El següent diagrama mostra les poblacions més properes.